# Пури (этнос)

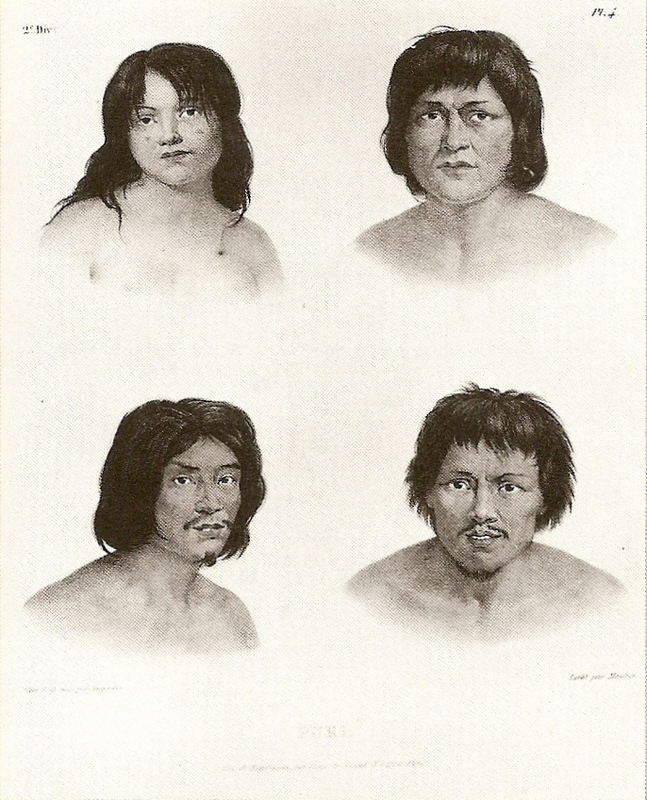
Портреты представителей племени пури (XIX в.), немецкого художника Иоганна Морица Ругендаса.

Племя пури (известное также под названиями пури-куроаду, куроаду, колорадо, теликонг и паки ) населяло территории вдоль северного побережья Южной Америки и в Бразилии в  штатах Минас-Жерайс, Эспириту-Санту вплоть до XVIII—XIX вв. Впоследствии смешались с индейцами юга Параибы. Согласно некоторым сообщениям, группы пури были обнаружены в низменных районах штата Мату-Гросу.
Язык пури относится к языковой семье макро-же.